# Коњички гласник
Коњички гласник је војно-научни часопис који је излазио у Београду од 1926. до 1940. године. Издавала га је Коњичка школа, а финансирало Министарство војске и морнарице.

## O Гласнику
Коњички гласник објављује примере и искуства коњичких јединица у ратним условима. Садржи поучни део у коме ће се детаљно описивати поједине операције коњице Србије, али и других земаља. Износиће се историјске чињенице и расправљаће се о одређеним војним питањима, мишљењима и поукама. Интересантно је да садржи библиографију где су навођени нови војно-
научни часописи и књиге у Србији , али и стране литературе војног садржаја. Штампани су посебни додаци са кратким упутствима на тему обуке у пешадији и коњици, обуке гађања, извиђања.
Идеја је била и да се подигне коњички спорт у војсци, а преко војске и у народу. То би унапредило коњарство, већу љубав према коњима и јахању и све то заједно би допринело развоју коњичког спорта.

### Насловна страна првог броја
| „ | "Коњички гласник", износећи ваша дела, указиваће пут којим треба да иде коњаник надахнут љубављу ка краљу и отаџбини и вођен једином жељом - победити. Успомена на вас и ваша славна дела биће неисцрпни извор узвишених идеала чијим ће се духом напајати младе груди нових поколења, да би по примеру на вас умели љубити ове узвишене идеале за које ви и живот дадосте. | ” |

### Уредник
Уредник часописа је начелник Штаба Коњичке школе. Он има одређена задужења. Прима и распоређује рукописе члановима Уређивачког одбора. Он предлаже који оцењени чланци ће бити штампани у следећој свесци. Води рачуна у колико примерака ће се штампати сваки број и да бројеви излазе на време. Потврђује све новчане издатке и хонораре ауторима чланака. Саставља годишњи извештај за команданта Школе о раду самог уредништва.

### Периодичност излажења
Прво је излазио тромесечно. Од 8. броја 1933. године је четворомесечни војни лист, а од 14. боја 1939. поново постаје тромесечни лист.

### Тематика
У Коњичком гласнику се расправља о војно-научним питањима. Износе се примери из прошлих ратова, али и мирнодопска искуства. Та питања су битна за обуку и васпитање коњаника како би они могли да адекватно одговоре савременим захтевима ратовања.
Приказани су примери и искуства коњичких јединица у рату, како српског тако и других народа. 
- Корице Коњичког гласника из 1937. године
- Насловна страна броја 3 из 1937.
- Аустријска војска, број 1, страна 75, 1926.
- Борна кола и доктрина њихове употребе у Совјетској Русији и Немачкој, број 3, страна 258, 1937.

#### Рубрике
- Поучни део
- Новости и белешке
- Оцене и прикази
- Спортска хроника
- Библиографија и преглед листова
- Некролози
- Прилози
- Додаци

## Сарадници
У часопису су могли да сарађују сви официри, претплатници, а и особе које нису претплатници.